# 瀋陽南関天主教堂

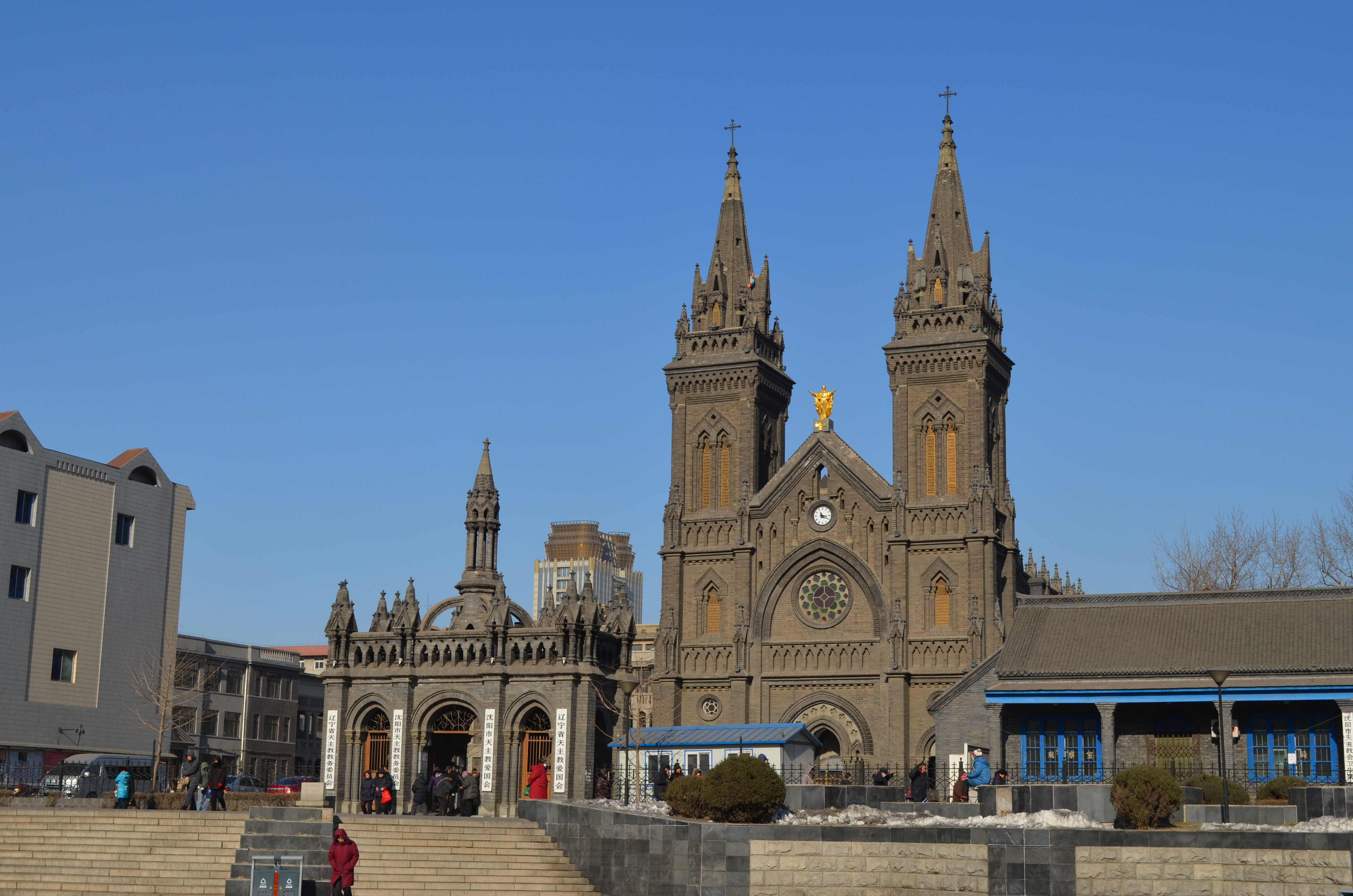
瀋陽南関天主教堂

瀋陽南関天主教堂（しんようなんかんてんしゅきょうどう、中国語沈阳天主教堂）は中国遼寧省瀋陽市瀋河区にあるカトリックの大聖堂で、遼寧省教区の司教座聖堂。正式な名称は瀋陽耶蘇聖心主教座堂（英語：Sacred Heart of Jesus Diocesan Cathedral of Shenyang）という。現在の教堂は1912年に建てられたもの。

## 概要
中国遼寧省瀋陽地区へのカトリック宣教は1861年に営口に上陸したフランシスコ会のジャン・シュナン（Jean Chenin、中国語名：神南諾望、1805～1878年）神父により始まり、瀋陽南関天主教堂は初め1875年に建設開始して、1878年に完成し、保育施設・付属学校なども建てられた。1900年の義和団の乱で破壊され、信者も多数殺されたというが、この事件の賠償金で1905年教堂再建が始まり、1912年に完成した大聖堂がいまそのまま残っている。
遼寧省教区の主教（司教）が居るところなので、正式な名称は「瀋陽耶蘇聖心主教座堂」（英語：Sacred Heart of Jesus Diocesan Cathedral of Shenyang）という。
聖堂は南北66メートル、東西17メートル、塔の高さは40メートルで、1600人を収容できる。1985年に遼寧省の文物保護単位に指定され、2013年に全国重点文物保護単位に指定された。